# Jorge Ardiles
Jorge Ardiles Galdames (Santiago, 5 de agosto de 1902-Santiago, 22 de mayo de 1995) fue un policía chileno. Se desempeñó como general director de Carabineros de Chile desde 1952 hasta 1958.

## Carrera policial
Nació en Santiago de Chile, el 5 de agosto de 1902.
En 1926 fue trasladado a Tacna, estancia en la que presenció marcadas tensiones debido a la cuestión de Tacna y Arica que se solucionaría mediante un plebiscito, el cual nunca se realizó.

### General director de Carabineros
El 3 de noviembre de 1952, con la llegada de Carlos Ibáñez del Campo a la presidencia de la República por segunda vez, fue nombrado por éste como general director de la institución que había fundado en su primera administración.[cita requerida]
Luego de seis años al mando de la institución, fue sucedido en el cargo por el general Arturo Queirolo Fernández.[cita requerida]
Falleció en Santiago, el 22 de mayo de 1995.

### Historial  militar
Su historial de ascensos en Carabineros de Chile fue el siguiente:
- 1927: Subteniente
- 1928: Teniente
- 1932: Capitán
- 1940: Mayor
- 1942: Teniente coronel
- 1947: Coronel
- 1952: General de Zona
- 1952: General director

## Obra escrita
- Cinco procesos militares tras un general (1965).[2]